# Refugi Emilio Goeldi

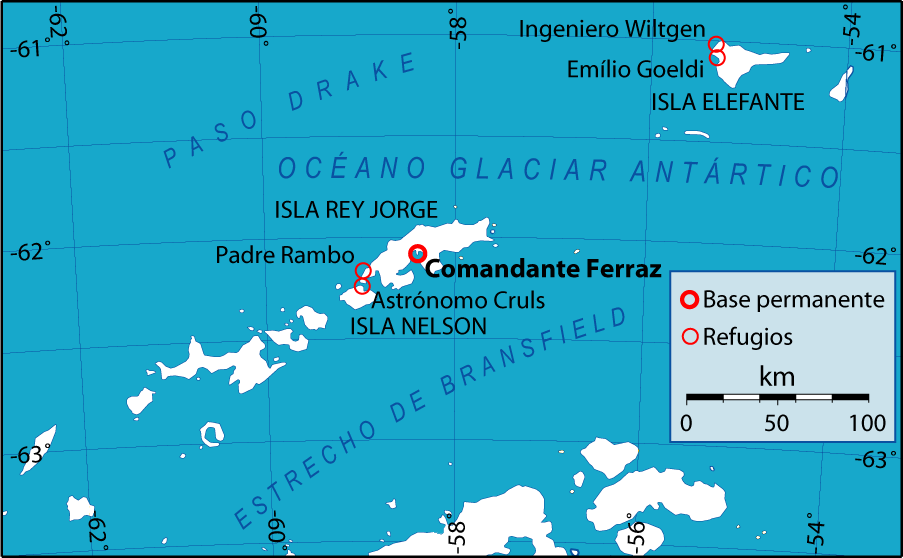
Ubicació de la base i refugis antàrtics del Brasil a les Illes Shetland del Sud.

El Refugi Emilio Goeldi (en portuguès, Refúgio Emílio Goeldi) és un refugi d'estiu de Brasil a l'Antàrtida. Està situat a l'illa Elefant, situada en el grup denominat illes Piloto Pardo de les Shetland del Sud.
Fou inaugurat l'any 1988. Depèn logística i administrativament de l'Estació Antàrtica Comandante Ferraz. Juntament amb el Refugi Astrònom Cruls, localitzat a l'illa Nelson, constitueix l'estructura de suport bàsic del Programa Antàrtic Brasiler a l'Antàrtida.
Va rebre el seu nom en homenatge al naturalista i zoòleg suís-brasiler Emílio Augusto Goeldi.
El refugi pot acomodar a 6 científics durant 40 dies. Està construït amb panells tipus sandwich recoberts amb fibra de vidre en la seva part interna, i amb resina a base polièster en la seva part externa. La seva àrea útil és de 14,7 m² i té dos petits annexos, un per servir de sanitari i dipòsit de materials, i un altre per a avantsala. L'aigua s'obté d'una llacuna propera. Les comunicacions són realitzades per un transmissor de radio alimentat per un petit generador.